# Noblella madreselva
Noblella madreselva es una especie de anfibio anuro de la familia Craugastoridae.

## Distribución geográfica
Esta especie es endémica de la provincia de La Convención en la región de Cuzco, Perú.

## Descripción
El espécimen adulto macho observado en la descripción original mide 15 mm de longitud estándar y la espécimen hembra adulta observada en la descripción original mide 17 mm de longitud estándar.

## Etimología
El nombre de la especie le fue dado en referencia al lugar de su descubrimiento, el albergue Madre Selva.

## Publicación original
- Catenazzi, Uscapi & von May, 2015: A new species of Noblella (Amphibia, Anura, Craugastoridae) from the humid montane forests of Cusco, Peru. ZooKeys, vol. 516, p. 71–84[4]